# سو لاین
سو لاین (انگلیسی: Sue Lyon؛ زاده ۱۰ ژوئیهٔ ۱۹۴۶ - درگذشته ۲۶ دسامبر ۲۰۱۹) هنرپیشه و خواننده اهل ایالات متحده آمریکا بود. وی بین سال‌های ۱۹۵۹ تا ۱۹۸۶ میلادی فعالیت می‌کرد.

## گزیده فیلمشناسی
از فیلم‌ها یا برنامه‌های تلویزیونی که وی در آن نقش داشته‌است می‌توان به آثار زیر اشاره کرد.
- لولیتا (فیلم ۱۹۶۲) (۱۹۶۲)
- شب ایگوانا (فیلم) (۱۹۶۴)
- ۷ زن (۱۹۶۶)
- تمساح (فیلم) (۱۹۸۰)
- ویرجینیایی (۱۹۷۰)
- نایت گالری (۱۹۷۱)